# St. Joseph's Football Club
El St. Joseph's Football Club es un club de fútbol que juega en Gibraltar. Actualmente el club juega en la Gibraltar Football League, la primera división del país. En 2013 se establecieron vínculos con el club Real Balompédica Linense de España.

## Historia
El club se fundó el 20 de enero de 1912 y es uno de los equipos de fútbol más viejos de Gibraltar. El club juega sus partidos en el Estadio Victoria además que los otros equipos de su país. En la temporada 1995-96 ganó su primer y hasta el momento único título en la Gibraltar Football League la primera división de fútbol de Gibraltar.

## Palmarés
- Gibraltar Football League (1): 1995-96.

- Rock Cup (11): 1955-56, 1978-79, 1982-83, 1983-84, 1984-85, 1986-87, 1991-92, 1995-96, 2011-12, 2012-13, 2024-25.

- Supercopa Gibralteña (2): 2013, 2024

## Participación en competiciones de la UEFA
| Temporada | Torneo                        | Ronda            | Club                  | Casa | Visita | Global         |
| --------- | ----------------------------- | ---------------- | --------------------- | ---- | ------ | -------------- |
| 2017-18   | UEFA Europa League            | Primera ronda    | AEL Limassol          | 0–4  | 0–6    | 0–10           |
| 2018-19   | UEFA Europa League            | Ronda preliminar | B36 Tórshavn          | 1–1  | 1–1    | 2–2 (2–4 pen.) |
| 2019-20   | UEFA Europa League            | Ronda preliminar | Pristina              | 2–0  | 1–1    | 3–1            |
| 2019-20   | UEFA Europa League            | Primera ronda    | Rangers               | 0–4  | 0–6    | 0–10           |
| 2020-21   | UEFA Europa League            | Ronda preliminar | B36                   | 1–2  | –      | 1–2            |
| 2021-22   | UEFA Europa Conference League | Primera ronda    | Levadia               | 1–1  | 1–3    | 2–4            |
| 2022-23   | UEFA Europa Conference League | Primera ronda    | Larne                 | 0–0  | 1–0    | 1–0            |
| 2022-23   | UEFA Europa Conference League | Segunda ronda    | SK Slavia Praga       | 0–4  | 0–7    | 0–11           |
| 2024-25   | UEFA Conference League        | Primera ronda    | Shelbourne            | 1–1  | 1–2    | 2–3            |
| 2025-26   | Liga Conferencia de la UEFA   | Primera ronda    | Cliftonville F. C.    | 2–2  | 2–3    | 4–5            |
| 2025-26   | Liga Conferencia de la UEFA   | Segunda ronda    | Shamrock Rovers F. C. | 0–4  | 0-0    | 0-4            |

## Resumen general de las temporadas
| Temporada | Primera División     | Rock Cup (copa)      | Copa Pepe Reyes (supercopa) | Liga de Campeones de la UEFA | Liga Europa de la UEFA | Liga Europa Conferencia de la UEFA |
| --------- | -------------------- | -------------------- | --------------------------- | ---------------------------- | ---------------------- | ---------------------------------- |
| 2013-14   | 7°. Lugar            | Eliminado            | Campeón                     |                              |                        |                                    |
| 2014-15   | 4°. Lugar            | Eliminado            | Subampeón                   |                              |                        |                                    |
| 2015-16   | 3°. Lugar            | Segunda Ronda        |                             |                              |                        |                                    |
| 2016-17   | 3.° lugar            | Semifinalista        |                             |                              |                        |                                    |
| 2017-18   | 3.° lugar            | Cuartos de final     |                             |                              | Primera ronda previa   |                                    |
| 2018-19   | 3.° lugar            | Cuartos de final     |                             |                              | Ronda Preliminar       |                                    |
| 2019-20   | Temporada abandonada | Temporada abandonada |                             |                              | Primera ronda previa   |                                    |
| 2020-21   | 3.° lugar            | Cuartos de final     | no se disputó               |                              | Ronda Preliminar       |                                    |
| 2021-22   | 3.° lugar            | Cuartos de final     |                             |                              |                        | Primera Ronda Clasificatoria       |
| 2022-23   | 5.° lugar            | Semifinalista        |                             |                              |                        | Segunda Ronda Clasificatoria       |

## Fútbol sala

### St. Joseph's South Trade
En la temporada 2015-16 el club jugó en la segunda división donde quedó 3°.

### St. Joseph's Sapark Energy
En la temporada 2015-16 el club jugó en la primera división donde quedó 2° accediendo a los paly offs donde quedó eliminado en la final.

## Entrenadores
- Gonzalo Aguilera (campeón de liga 1995-96)[1]